# Готфрид III фон Зайн
Готфрид III фон Зайн (на немски: Gottfried III von Sayn; † 1327) е граф на Графство Зайн (1324 – 1327).
Той е най-възрастният син на граф Йохан I фон Зайн († 23 ноември 1324) и първата му съпруга ландграфиня Елизабет фон Хесен († 19 февруари 1293), дъщеря на ландграф Хайнрих I фон Хесен и първата му съпруга принцеса Аделхайд фон Брауншвайг-Люнебург. По баща е внук на граф Готфрид I фон Спонхайм-Зайн († ок. 1284) от Графство Спонхайм, и Юта фон Изенбург († 1314).
 Полубрат е на Йохан II († 1360).

## Фамилия
Готфрид III се жени за графиня Матилда фон Марк († 1327), дъщеря на граф Енгелберт II фон Марк († 1328) и Мехтилда фон Арберг († 1328). Бракът е бездетен.